# Itziar Aizpuru Sustaeta
Itziar Aizpuru Sustaeta (Getaria, 19 de desembre de 1939) és una actriu basca.

## Biografia
Va començar a fer teatre amb 20 anys, en el grup de teatre Txeru de la seva terra natal on va estar durant cinc anys. Posteriorment, va participar en les sèries d'ETB Goenkale i Martin. En 2010 va començar a fer cinema amb la pel·lícula 80 eguneani el 2018 actuà a la pel·lícula Cuando dejes de quererme.

## Cinema
- 80 egunean.
- Loreak.
- El gran Vázquez.
- El guardián invisible.
- Cuando dejes de quererme.
- Mientras dure la guerra.
- Legado en los huesos.
- Los Versos del Olvido.

## Televisió
- Martín (serie d'Euskal Telebista)
- Hospital Central.
- La que se avecina.
- Allí Abajo.
- La Víctima Número 8.

## Premis
Medalles del Cercle d'Escriptors Cinematogràfics
| Any  | Categoria                | Pel·lícula | Resultat   |
| ---- | ------------------------ | ---------- | ---------- |
| 2014 | Millor actriu secundària | Loreak     | Guanyadora |

Premis Feroz
| Any  | Categoria                    | Pel·lícula | Resultat   |
| ---- | ---------------------------- | ---------- | ---------- |
| 2014 | Millor actriu de repartiment | Loreak     | Guanyadora |